# 杜鹃叶柳
杜鹃叶柳（学名：Salix rhododendrifolia）是杨柳科柳属的植物，为中国的特有植物。分布于中国大陆的西藏、四川等地，生长于海拔4,000米至4,200米的地区，见于山沟灌丛中及河谷台地上，目前尚未由人工引种栽培。